# Oberbrand
Oberbrand war einst ein Gemeindeteil des Marktes Neuhaus an der Pegnitz im Landkreis Nürnberger Land (Mittelfranken, Bayern).

## Beschreibung
Der Weiler gehörte bis zum 1. Mai 1978 zu der Gemeinde Höfen.
Uraltes Kulturland musste zur Versorgung der Stadt Nürnberg mit Trinkwasser von seinen Bewohnern verlassen werden. Schon lange reichte das Wasser der nahen Haselhofquellen nicht mehr und es mussten neue Quellen erschlossen werden. Die Ortschaften Fischstein, Oberbrand, Unterbrand und Rauhenstein mussten dafür aufgelöst werden. Zwischen 1960 und 1975 wurden alle Anwesen abgebrochen und die Bewohner umgesiedelt. 
Der Ort lag am westlichen Rand des Pegnitztals nördlich von Ranna und westlich der Bahnstrecke Nürnberg–Cheb.  Im Norden von Oberbrand liegt der Hasensee, im Süden befanden sich Unterbrand und Rauhenstein mit dem Kalvarienberg. Nördlich lag einst Fischstein. In dessen Nähe befinden sich das Naturdenkmal Eulenloch, der Obere und der Untere Kammerweiher sowie der Kammerberg (436 m).
Ober- und Unterbrand wurden durch die Bahnstrecke Nürnberg–Cheb getrennt. Die Straßenbrücke über die Bahngleise wurde in den 2000er Jahren durch eine Fußgängerbrücke ersetzt.

## Bildergalerie

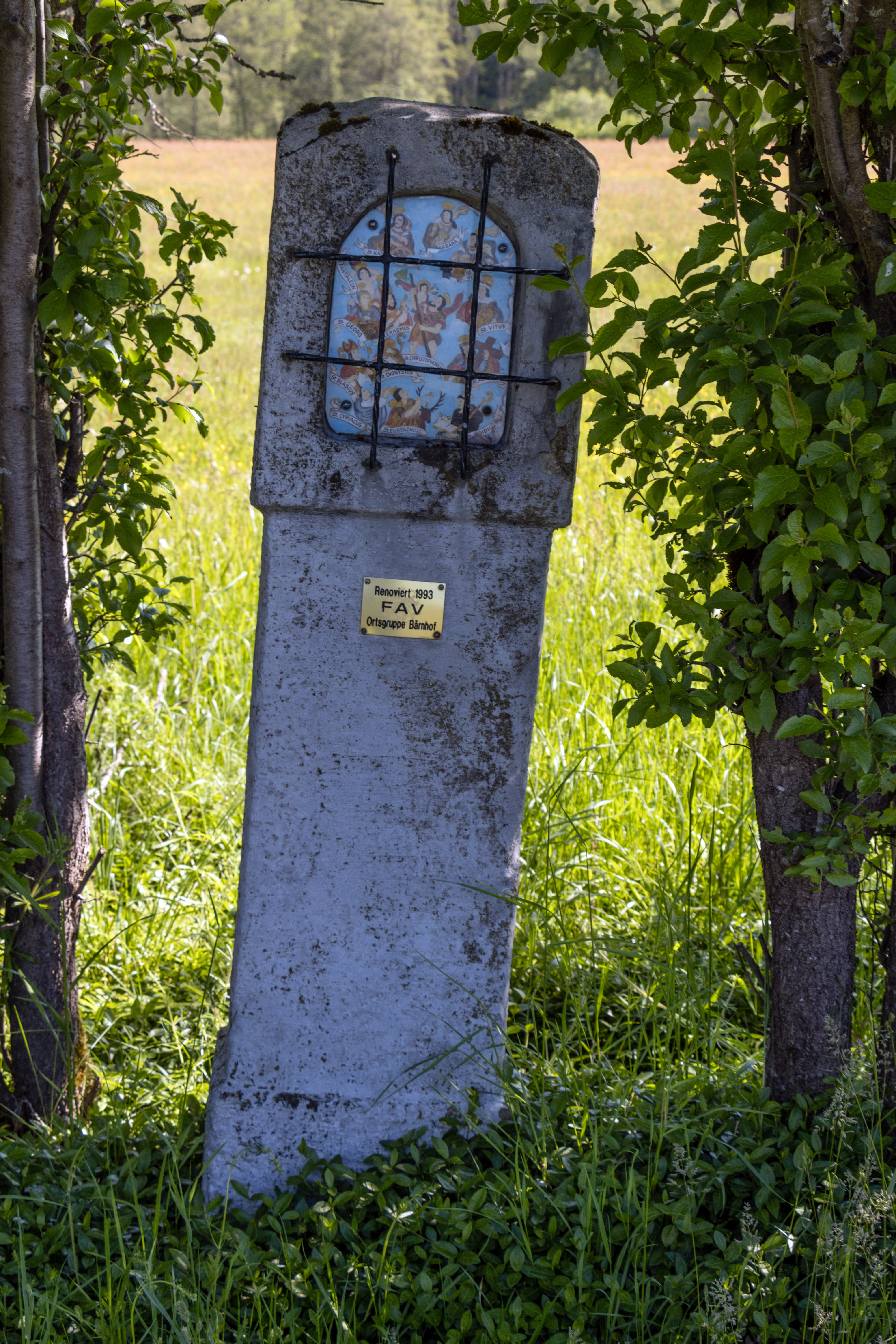
Ein Bildstock bei Oberbrand
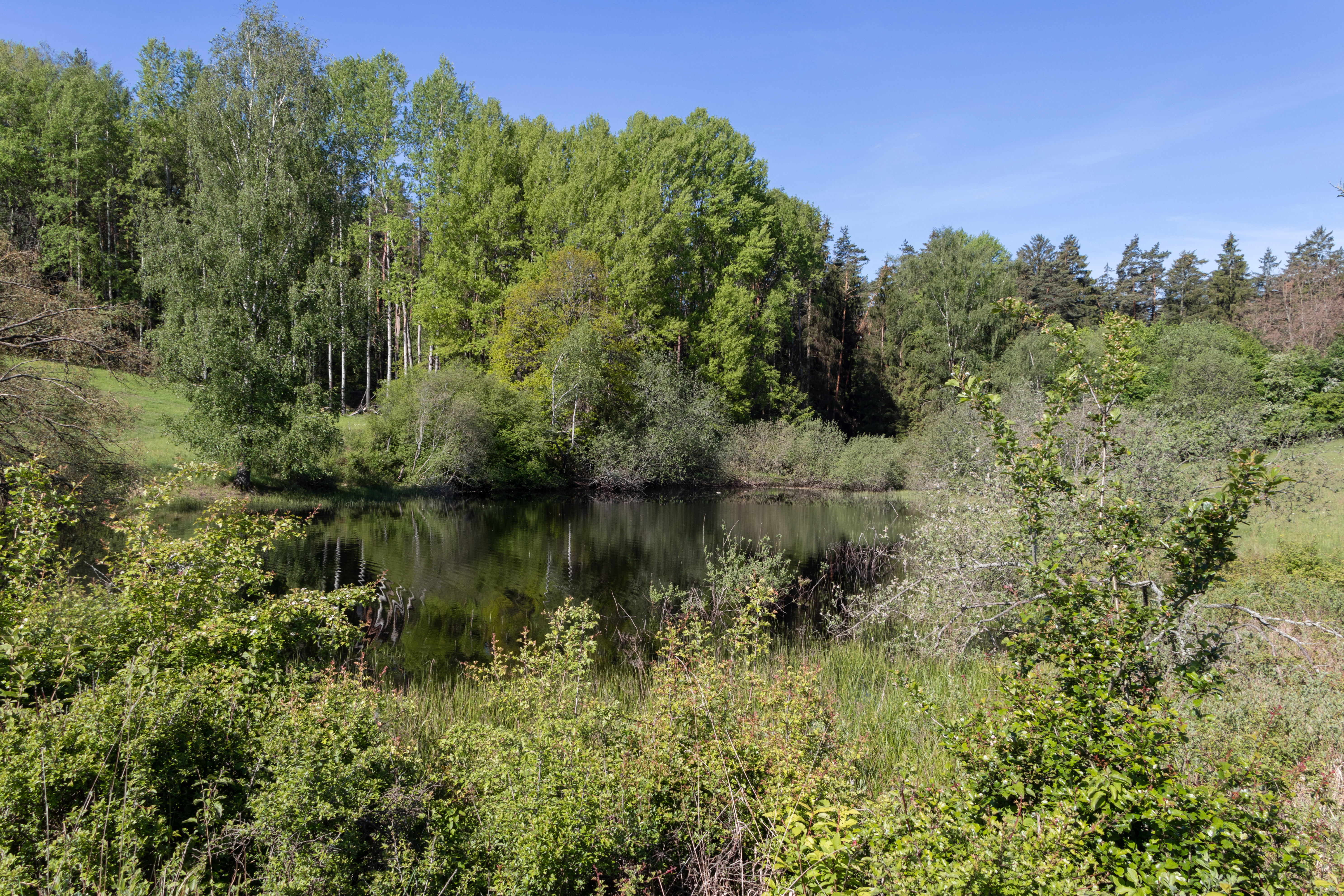
Der Hasensee
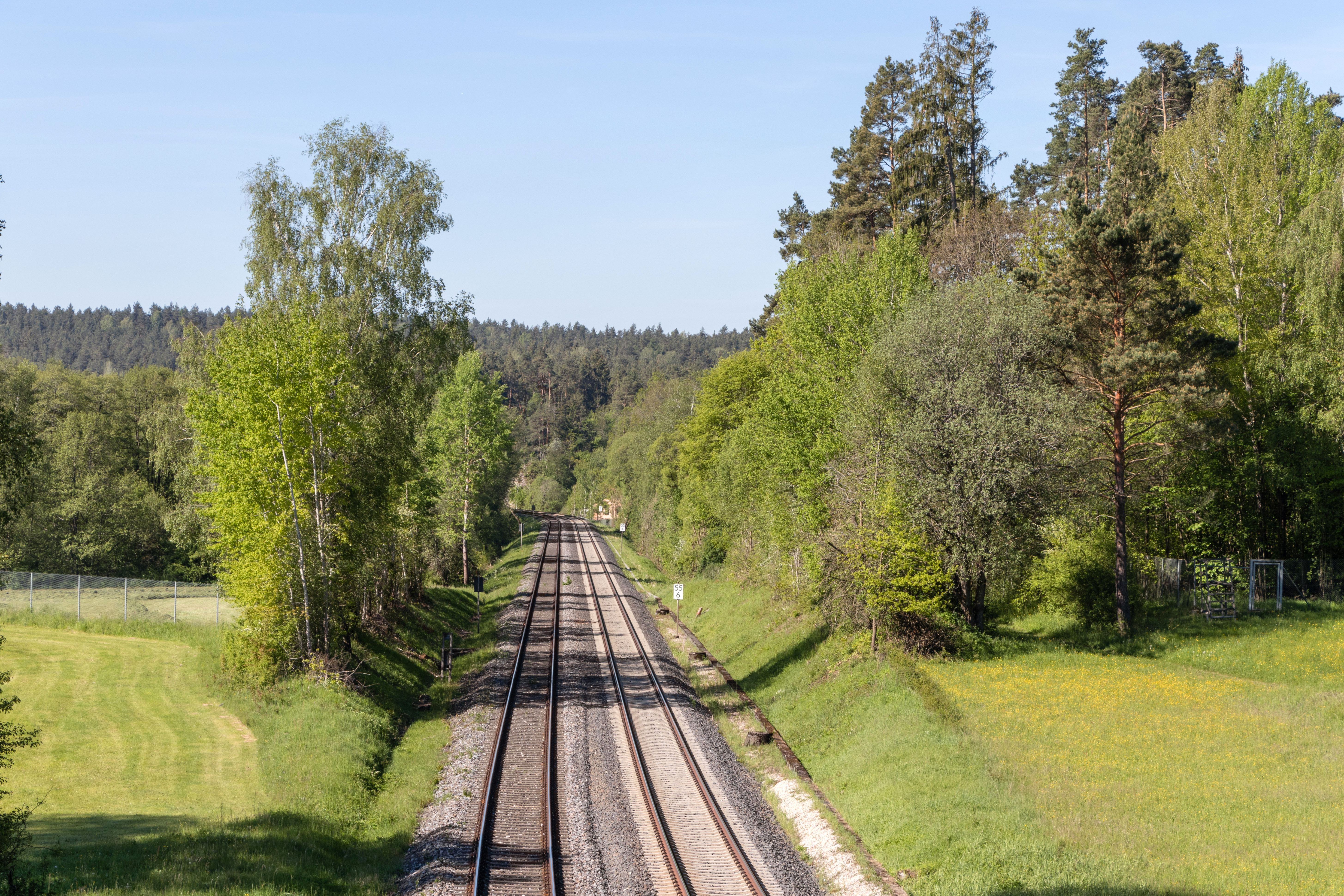
Bahnstrecke Nürnberg–Cheb, Sicht nach Süden